# Супіщані ґрунти
Супіщані ґрунти — клас ґрунтів за гранулометричним складом, де вміст фізичної глини становить 10-20 % (або у випадку солонців 10-15 %).
Гранулометричний склад ґрунту — це співвідношення гранулометричних фракцій (механічних елементів), що виражено у відсотках. Назва класу і підкласу ґрунтів визначається згідно результатів аналізу гранулометричного складу, який визначають методом піпетки Качинського (базується на врахуванні швидкості осідання часток різного розміру в рідкому середовищі).
Механічні елементи поділяються за розмірами на: каміння понад 3 мм, гравій 1-3, крупний пісок 0,5-1, середній пісок 0,25-0,5, дрібний пісок 0,05-0,25, крупний пил 0,01-0,05, середній пил 0,005-0,01, дрібний пил 0,001-0,005, грубий мул 0,0005-0,001, тонкий мул 0,0001-0,0005, колоїди менш як 0,0001 мм.
Згідно класифікації механічних елементів Сибірцева М. М. все що понад 1 мм називають скелетом ґрунту, менше — дрібноземом, серед якого виділяють дві фракції: фізичний пісок (понад 0,01 мм) і фізичну глину (менш як 0,01 мм). Подальша класифікація ґрунтів за гранулометричним складом відбувається за Н. А. Качинським з урахуванням умісту фізичної глини і типу ґрунтоутворення. Підклас ґрунту визначається за гранулометричним складом і вказує на переважання конкретної фракції механічних елементів (піщано-пилуватий, пилувато-мулуватий тощо).
Наприклад для дернового (гумусоакумулятивеного) типу ґрунтоутворення Клас ґрунту за грануло-метричним складом визначається згідно умісту фізичної глини — Пісок: пухкий 0-5 %, зв'язний 5-10 %, Супісок 10-20 %, Суглинок: легкий 20-30 %, середній 30-45 %, важкий 45-60 %, Глина: легка 60-75 %, середня 75-85 %, важка понад 85 %.
Супіщані ґрунти завжди вважалися найбіднішими і низькородючими через низикий уміст гумусу і поживних речовин, але найбільш нестприятливим чинником є їх низька вологоутримувальна здатність і кисла реакція. До класу супіщаних ґрунтів найчастіше відносяться дерново-сильнопідзолисті, дерново-підзолисті, дерново-слабопідзолисті, підзолисто-дернові, світло-сірі-опідзолені, дернові борові, лучні алювіальні, лучно-чорноземні, а подекуди навіть чорноземні ґрунти. Здебільшого такі ґрунти формуються на моренах, воднольодовикових відкладах, сучасному або давньому алювії. 